# Ambalavao
Ambalavao (o Anbalavao) è un comune urbano (firaisana) del Madagascar centrale, situato a sud di Fianarantsoa, in una zona semi-desertica nei pressi del massiccio di Andringitra.
La zona è abitata da una popolazione principalmente di etnia Bara.
La città è piuttosto nota e rappresenta una tappa comune a molti itinerari turistici.
Le case sono esempi tipici dell'architettura dei Betsileo.
In città si trova una cartiera che produce la celebre carta antaimoro; introdotta in Madagascar dal popolo Antemoro e un tempo usata come pergamena per la scrittura dei testi sacri malgasci, oggi questa carta viene decorata con fiori e foglie essiccati e utilizzata soprattutto per la realizzazione di souvenir.
Dista 47 km dal parco nazionale di Andringitra.
Nei pressi di Ambalavao si trova anche la piccola riserva di Anja, dove è facilissimo avvistare i lemuri catta.

## Infrastrutture e trasporti
È sede di un aeroporto.
La strada statale RN 7 collega la città a Fianarantsoa (a nord) e a Toliara (a sud).

## Galleria d'immagini

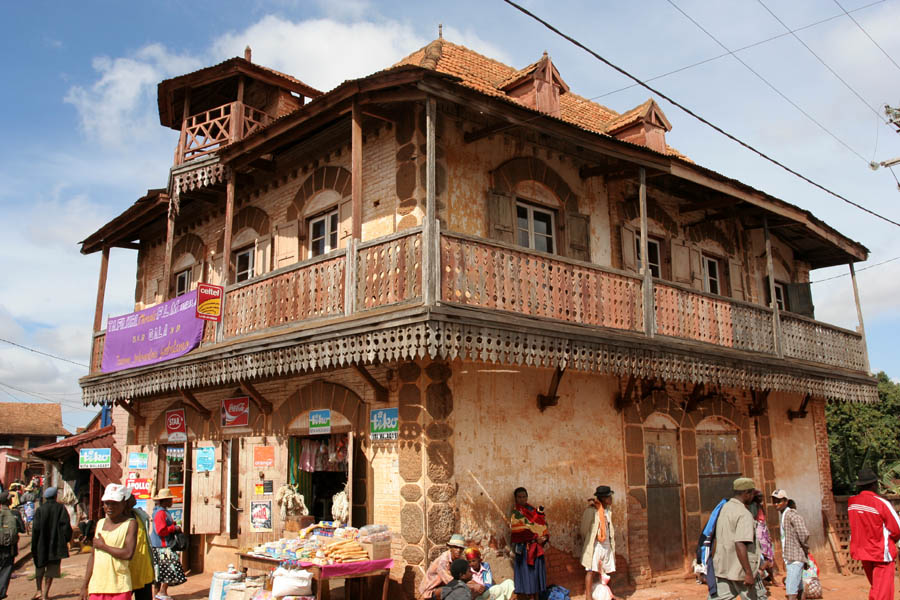
Architettura betsileo
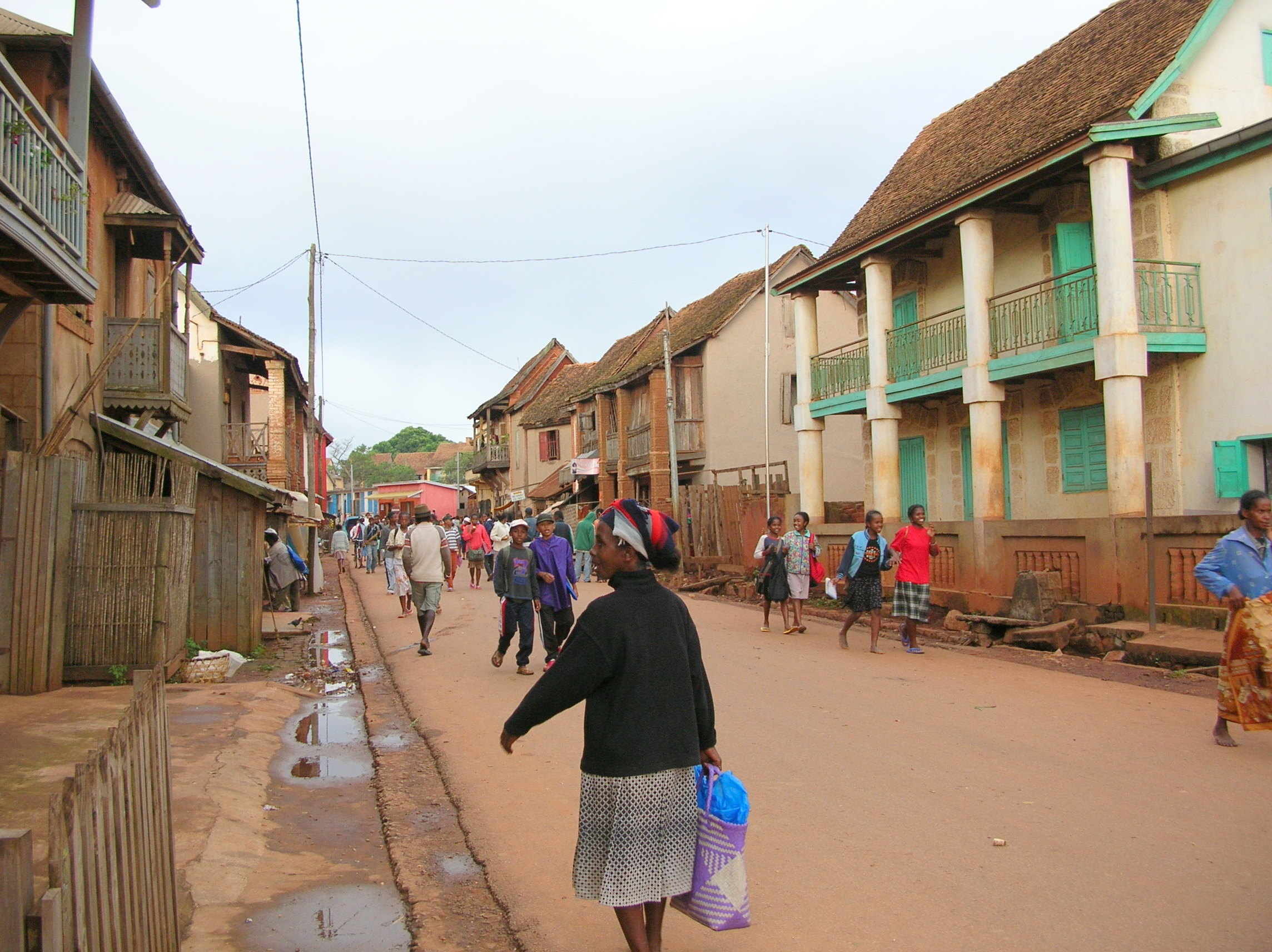
Strada principale
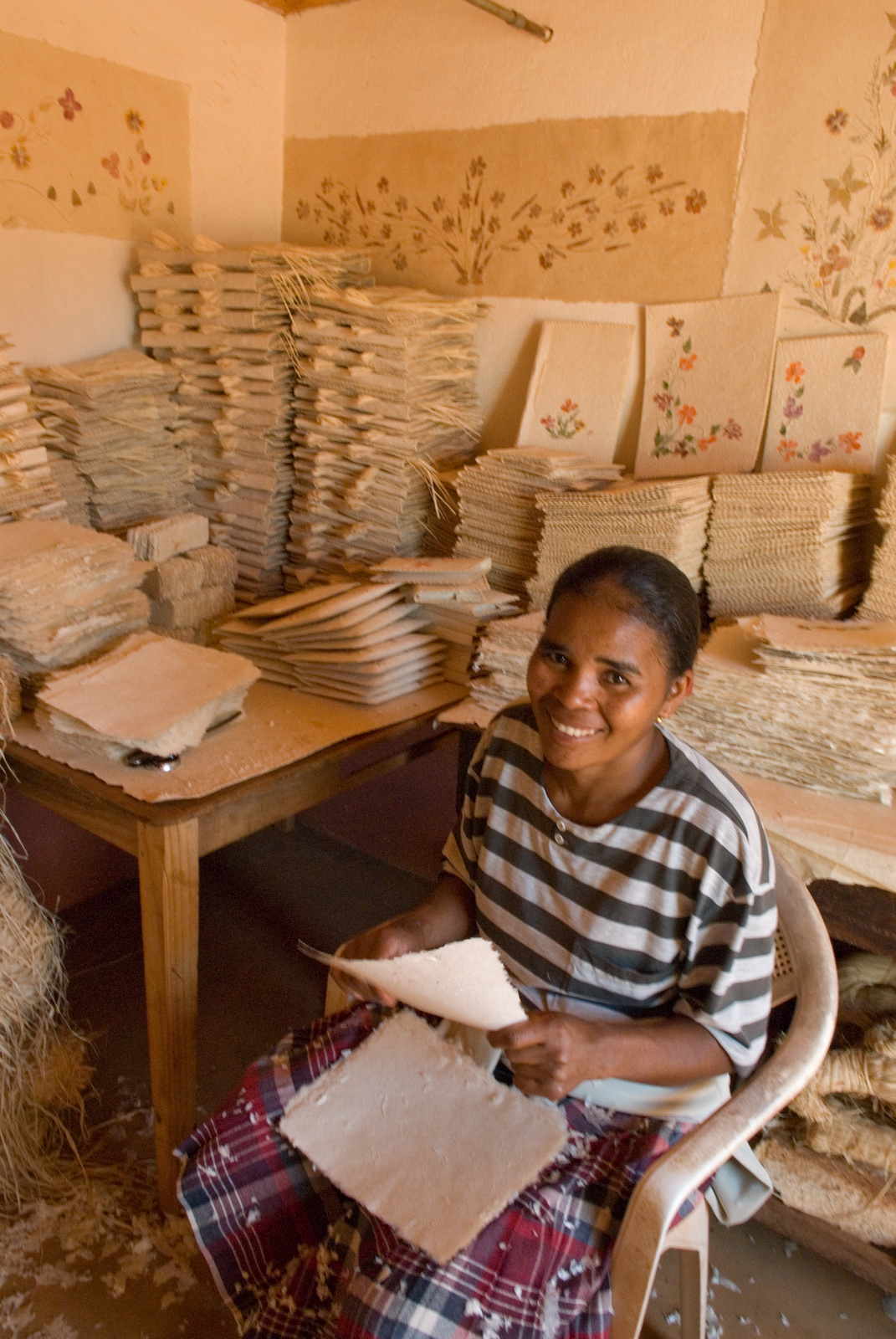
Manifattura di carta antaimoro